# هايستركس (دياتوم)
هايستركس (بالإنجليزية: Hystrix) هو أحد جناس الدياتوم .